# Ajmonia patellaris
Ajmonia patellaris är en spindelart som först beskrevs av Simon 1910.  Ajmonia patellaris ingår i släktet Ajmonia och familjen kardarspindlar.
Artens utbredningsområde är Algeriet. Inga underarter finns listade i Catalogue of Life.